# Wereld Mangrove Dag
De Wereld Mangrove Dag is een dag jaarlijks op 26 juli waarop wereldwijd bewustzijn wordt gekweekt over het belang van mangroves. De dag is in 2015 ingesteld door UNESCO.
Mangroves bestaan uit een grote groep van bomen die in alle seizoenen bladeren dragen. Dit type ecosysteem bevindt zich vaak langs de kunst in brak water met weinig zuurstof waar andere planten nauwelijks kunnen overleven. Ze zijn voor gemeenschappen wereldwijd van belang als kustbescherming en in de voorziening van voedsel, en daarom ook inkomen, zo'n 2700 miljard dollar wereldwijd op jaarbasis (stand 2022).
Veel van dit soort gebieden worden bedreigd door houtkap, waarvoor de wereldwijde dag aandacht vraagt. In Suriname deed het Green Heritage Fund dit op 26 juli 2022 door een mini-mangrovebeurs te organiseren. In 2022 werd in Suriname ook het Mangrove Rehabilitatie Project Weg naar Zee gestart en sinds 2015 bevindt zich in Totness het Mangrove Educatiecentrum. In Bangladesh staan de Sundarbans, de grootste mangrovebossen ter wereld, op de erfgoedlijst van UNESCO.